# Peroz I
Peroz I (Peirozes, Priscus, fr. 33; Procop. Pers 1.3 y Agath. Iv. 27; la forma moderna del nombre es Feroz, Firouz) fue un emperador sasánida que reinó de 457 a 484. Peroz I era hijo de Yazdegerd II (438-457).
Se rebeló contra su hermano Hormizd III (457-459), que sucedió a su padre en tanto que rey de reyes. En 459, Peroz I derrotó y mató a Hormizd III con la ayuda de los heftalitas (llamados también hunos blancos), que habían invadido Bactriana. A continuación mató a la mayor parte de su familia y empezó a perseguir a las sectas cristianas. Sin embargo, permitió la difusión del Nestorianismo, una rama del cristianismo diferente a la del Imperio bizantino.
Peroz I trató de mantener la paz con el Imperio bizantino y consiguió su objetivo. Por otra parte, intentó detener a los heftalitas que habían empezado a conquistar el este del Irán. Los romanos le apoyaron para defender el Cáucaso, pero todas estas guerras obtuvieron un resultado desastroso.

## Primera guerra heftalita
Los heftalitas habían ayudado a Peroz a expulsar a los kideritas de Transoxiana, pero al cabo de algún tiempo, le traicionaron, y se apoderaron de Balkh, dando lugar a la primera guerra con los sasánidas. Durante esta guerra, Peroz sufrió una grave derrota en 469, siendo capturado. Pudo ser liberado mediante el pago de un rescate, al que contribuyó el Imperio bizantino, prestando dinero.

## Segunda guerra heftalita
Una nueva contienda estalló en el norte, provocada por la actitud insultante del rey heftalita Khushnavaz. Peroz le atacó, junto con su vasallo Vakhtang I, forzándole a la retirada, pero cuando le persiguió a las montañas sufrió una nueva derrota. Peroz fue capturado y obligado a entregar a su hijo, Kavad como rehén, hasta el pago de un nuevo rescate.

## Tercera guerra heftalita y muerte
Una vez que Kavad fue liberado, Peroz I, rompió su tratado con los heftalitas y les atacó con un gran ejército. Ocupó Balkh y rehusó las ofertas de paz de Khushnavaz. Sin embargo, este envió una pequeña fuerza para engañar a Peroz, quien cayó en una emboscada. Su ejército fue derrotado en la Batalla de Herat, en el desierto oriental y fue disuelto en 484. En la batalla, Peroz resultó muerto. Los heftalitas invadieron y saquearon Persia durante dos años, hasta que un noble persa, procedente de una antigua familia de Karen Zarmihr (o Sokhra), restableció el orden y ayudó a Valash (484-488), uno de los hermanos de Peroz I, a subir al trono.